# Amstel Gold Race 1980
L'Amstel Gold Race 1980 fou la 15a edició de l'Amstel Gold Race. La cursa es disputà el 5 d'abril de 1980, sent el vencedor final el neerlandès Jan Raas, que s'imposà a l'esprint en la meta de Meerssen. Aquesta fou la quarta victòria consecutiva de Jan Raas en aquesta competició.
146 ciclistes hi van prendre part, acabant la cursa 66 d'ells.

## Equips participants
| Equips ciclistes professionals (14)- TI-Raleigh-Creda - Boule d'Or-Sunair-Colnago - Splendor-Admiral - Renault-Gitane - Peugeot-Esso-Michelin - IJsboerke-Warncke Eis - DAF Trucks-Lejeune - Safir-Ludo - HB Alarmsystemen - Rauler-Gipiemme - Cilo-Aufina - Kondor-Campagnolo - Eurobouw-Cambio Rino - Miko-Mercier-Vivagel |
| |

## Classificació final
| \| Classificació general \| Classificació general \| Classificació general \| Classificació general \| Classificació general \| \| Corredor \| Corredor \| Equip \| Temps \| \| \| --------------------- \| -------------------------- \| ---------------------- \| --------------------- \| --------------------- \| \| 1r \| Jan Raas \| TI-Raleigh-Creda \| 5h 44' 27" \| \| \| 2n \| Alfons De Wolf \| Boule d'Or-Studio Casa \| + 0" \| \| \| 3r \| Sean Kelly \| Splendor-Admiral \| + 0" \| \| \| 4t \| Jean Chassang \| Renault-Gitane \| + 0" \| \| \| 5è \| Bernard Hinault \| Renault-Gitane \| + 0" \| \| \| 6è \| Jacques Bossis \| Peugeot-Esso-Michelin \| + 0" \| \| \| 7è \| Daniel Willems \| IJsboerke-Warncke Eis \| + 0" \| \| \| 8è \| Gilbert Duclos-Lassalle \| Peugeot-Esso-Michelin \| + 0" \| \| \| 9è \| Jo Maas \| DAF Trucks-Lejeune \| + 0" \| \| \| 10è \| Jean-Philippe Vandenbrande \| Safir-Ludo \| + 0" \| \| |                            |                        |            |
| |                            |                        |            |
| Fonts: ProCyclingStats Cycling Archives |                            |                        |            |
| Classificació general |                            |                        |            |
| Corredor | Corredor                   | Equip                  | Temps      |
| 1r | Jan Raas                   | TI-Raleigh-Creda       | 5h 44' 27" |
| 2n | Alfons De Wolf             | Boule d'Or-Studio Casa | + 0"       |
| 3r | Sean Kelly                 | Splendor-Admiral       | + 0"       |
| 4t | Jean Chassang              | Renault-Gitane         | + 0"       |
| 5è | Bernard Hinault            | Renault-Gitane         | + 0"       |
| 6è | Jacques Bossis             | Peugeot-Esso-Michelin  | + 0"       |
| 7è | Daniel Willems             | IJsboerke-Warncke Eis  | + 0"       |
| 8è | Gilbert Duclos-Lassalle    | Peugeot-Esso-Michelin  | + 0"       |
| 9è | Jo Maas                    | DAF Trucks-Lejeune     | + 0"       |
| 10è | Jean-Philippe Vandenbrande | Safir-Ludo             | + 0"       |